# Farkadona
Farkadona  este un oraș în Grecia în prefectura Trikala.